# Enable Gas Transmission
Enable Gas Transmission – газопровідна система в південних штатах США, яка забезпечує транспортування продукції ряду газопромислових районів. До першої половини 2010-х років носила назву CenterPoint Energy Gas Transmission.
Складається з двох основних частин:
- північна, що проходить з центральної частини штату Оклахома до східного кордону Арканзасу. Вона обслуговує видобуток в басейнах Анадарко, Ардмор (Оклахома), Аркома (Оклахома та Арканзас), включаючи сланцеві формації Вудфорд (присутня в усіх трьох басейнах) та Файєтвіль (басейн Аркома);
- південна, мережа газопроводів якої покриває суміжні райони Техасу, Луїзіани та Аканзасу (Східно-Техаський та Північно-Луїзіанський басейни, включаючи сланцеву формацію Хейнсвіль).
Складові частини системи інтегровані між собою численними інтерконнекторами. При цьому південна сполучена з хабом Перрівіль на північному-сході Луїзіани, що дає вихід до цілого ряду потужних газопровідних систем, прокладених з півдня США до району Великих Озер та на північний схід країни – ANR Pipeline, Columbia Gulf Transmission, Mississippi River Transmission, Trunkline Pipeline, Texas Gas Transmission, Tennessee Gas Pipeline, Texas Eastern Transmission, а також до південно-східних штатів (Southern Natural Gas). Всього ж тут існує зв'язок із 21 газопроводом.
Станом на середину 2010-х років загальна довжина трубопроводів системи складала 5900 миль. Сукупна пропускна здатність – 67 млрд м3 в річному еквіваленті. При цьому разом з Enable Gas Transmission діють два підземних сховища газу в Оклахомі та одне в Луїзіані загальним об'ємом 0,8 млрд м3 та максимальною денною видачею 21 млн м3.